# Vayigash
Vayigash (ויגש – Héb. pour "et il s'approcha," ou "alors il s'approcha", le premier mot de la parasha) est la onzième parasha (section hebdomadaire) du cycle annuel juif de lecture de la Torah.
Elle est constituée de Genèse 44:18–47:27..
Les Juifs de la Diaspora la lisent le onzième Shabbat après Sim'hat Torah, généralement en fin décembre ou en janvier.

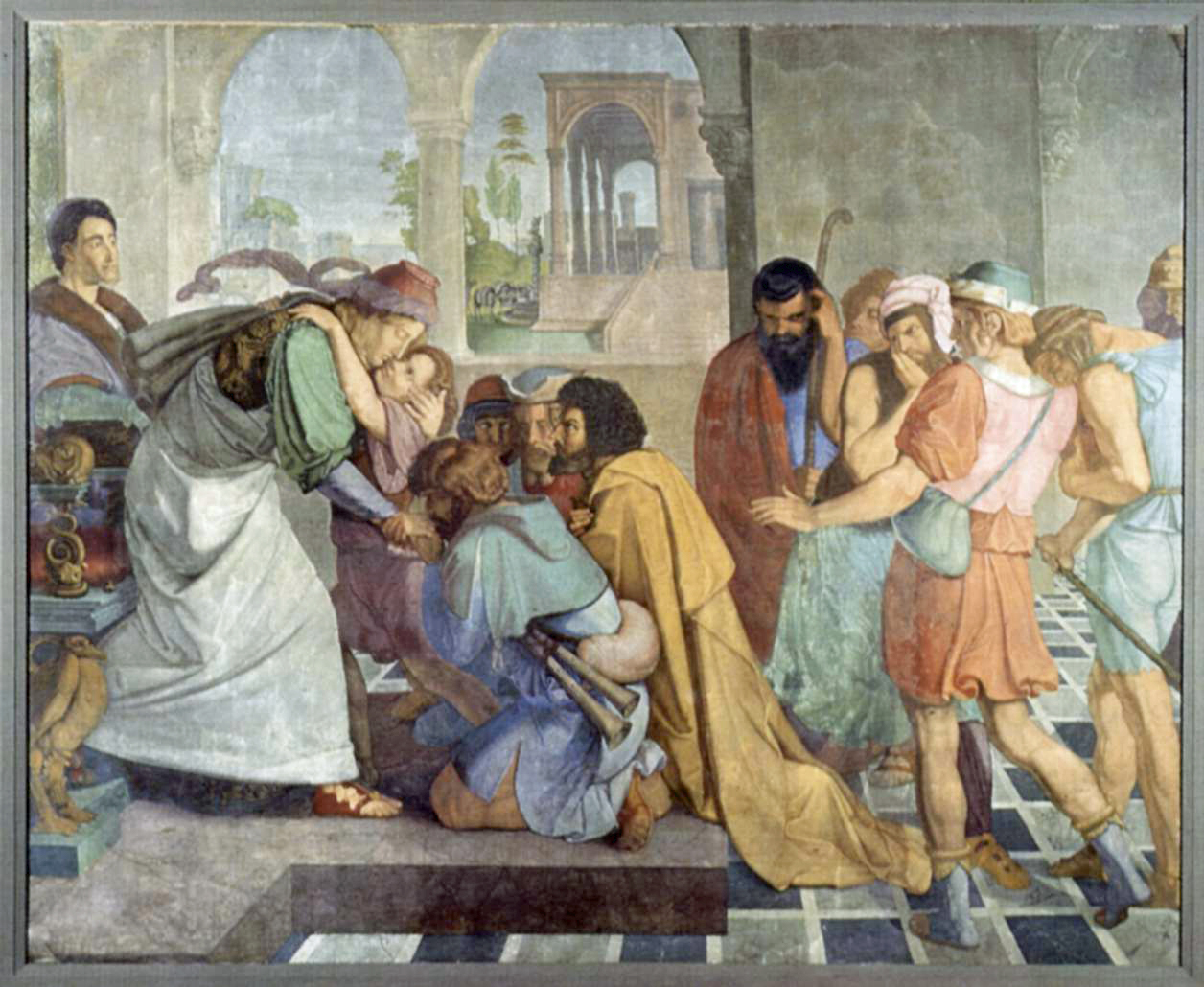
Joseph se dévoile à ses frères (tableau Peter von Cornelius)

## Résumé
Juda approche de son frère Joseph, qui ne s'est pas fait connaître, afin de racheter la liberté de Benjamin, dont Juda s'est porté garant auprès de Jacob; il se propose lui-même comme servant. Joseph, incapable de se contenir plus longtemps, tombe le masque, et assure ses frères de ses meilleurs sentiments à leur égard, mettant tous les évènements sur le compte de la Providence. Il les renvoie en les chargeant de convaincre Jacob de descendre en Égypte. Celui-ci reçoit une vision lui autorisant à quitter le pays de Canaan, et l'assurance d'y être enseveli.
Toute la tribu, de 70 personnes, s'installe dans le pays de Gochen. Jacob est présenté au Pharaon et le bénit. La famine se poursuit, et avec elle l'ascension de Joseph, qui permet au Pharaon d'acquérir toute l'Égypte comme propriété personnelle.

### Divisions de la parasha lors de la lecture synagogale du sabbath
La lecture de la parasha à la synagogue le sabbath est traditionnellement divisée en sept sections, pour lesquelles un membre différent de la congrégation est appelé à lire. La première lecture, le rishon, échoit traditionnellement à un cohen, la seconde, appelée sheni, à un levi, les suivantes à un israël (ni cohen ni levi). La septième section comporte une sous-section, le maftir (en), qui est lu par la personne qui lira ensuite la haftara.
Les sections de la parashat Vayera sont:
- rishon ;
- sheni ;
- shlishi ;
- revi'i :
- hamishi ;
- shishi ;
- shevi'i ;

∞ maftir.

### Divisions de la parasha lors de la lecture synagogale du lundi et du jeudi
Une lecture publique de la parasha fut instaurée par Ezra le Scribe le lundi et le jeudi à la synagogue. Cette lecture, sensiblement plus courte, ne comprend que trois sections, la première réservée au cohen, la seconde au levi, la troisième à un israël
- Section du cohen: Bereshit[3]
- Section du levi: Bereshit[3]
- Section de l'israël: Bereshit[3]

### Maqam
Un maqam est un système de modes musicaux utilisé dans la musique arabe mélodique classique. Les juifs originaires des pays orientaux (Afrique du Nord, Syrie) s'en sont inspirés, et adaptent la mélodie de la liturgie du Shabbat en fonction du contenu de la parasha de la semaine. Ils emploient 10 maqam différents, possédant chacun son usage propre.
Le maqam utilisé lors du sabbath au cours duquel on lit la parashat Vayigash est le Maqam Bayat, le maqam de la diplomatie, ici la négociation de Juda. Certains chantent selon le maqam Mahour, le maqam de la colère, celle du même Juda.

## Vayigash dans la tradition rabbinique
Rav Yehouda demanda au nom de Rav pourquoi Joseph faisait référence à lui-même en tant qu'“ossements” de son vivant (cf. Gn 50,25), et expliqua que c'était parce qu'il n'avait pas protégé l'honneur de son père lorsque ses frères appellent Jacob “ton serviteur notre père” (Gn 44,31) et que Joseph ne bronche pas. Rav Yehouda a aussi dit au nom de Rav (d'autres disent que c'est Rabbi Hama bar Hanina qi l'a dit) que Joseph mourut avant ses frères de fait de ses airs supérieurs (TB Sotah 13b.)
Eliezer ben Matiah, Hananiah ben Kinaï, Siméon ben Azzaï, et Siméon le Yéménite déduisirent de l'offre de Juda de demeurer en lieu et place de Benjamin (Gn 44,33 que Juda méritait la royauté du fait de son humilité (Tosefta Berakhot 4:18.)
Rabbi Elazar pleurait chaque fois qu'il lisait Gn 45,3, car si des hommes sont trop effrayés pour répondre à un frère lésé, combien plus effrayant trouveront-ils le refus de Dieu ! (TB 'Haguiga 4b.)
La Tosefta déduit de Gn 45,6 qu'avant que Jacob ne descende en Égypte, il y avait la famine, tandis qu'après son arrivée, l'on pouvait ensemencer le sol, ainsi qu'il ressort de Gn 47,23. (Tosefta Sotah 10:9.)
Rabbi Eleazar interpréta la référence de Joseph à Benjamin (Gn 45,12) comme signifiant que, de même que Joseph n'avait aucune malice envers Benjamin (qui n'avait pas de part à la vente de Joseph aux Midianites), il n'en avait aucune vis-à-vis de ses autres frères. Et Rabbi Eleazar interpréta la référence de Joseph à sa bouche (Gn 45,12) comme signifiant que les mots de Joseph reflétaient le contenu de son cœur. (TB Meguilla 16b.)
Rabbi Elazar nota que Gn 45,14 utilise la forme pluriel de “nuques” et demanda combien de nuques avait Benjamin. Rabbi Elazar déduisit que Joseph pleurait sur les nuques de Benjamin pour les deux Temples destinés à se trouver sur le territoire de la tribu de Benjamin et à être détruits. Et Rabbi Elazar déduisit que Benjamin pleura sur la nuque de Joseph pour le tabernacle de Shilo destiné à se trouver sur le territoire de la tribu de Joseph et à être détruit (TB Meguilla 16b.)
En examinant Gn 45,22, la Guemara demande si Joseph répéta l'erreur de son père, en préférant un frère à d'autres (TB Meguilla 16a–b.) Rabbi Binyamin bar Yefet (Benjamin bar Japhet) dit que Joseph fit une allusion à Benjamin que l'un de ses descendants, Mordekhaï, paraîtrait devant un roi revêtu de cinq tuniques royales, ainsi que le rapporte Est 8,15. (TB Meguilla 16b.)
Rabbi Binyamin bar Yefet au nom de Rabbi Elazar déduisit de Gn 45,23 que Joseph envoya à Jacob un vieux vin, ce qui, selon le Rabbi, plut au vieil homme. (TB Meguilla 16b.)

## Commandements
La Torah comporte, selon la tradition rabbinique, 613 prescriptions. Différents sages ont tenté d'en établir un relevé dans le texte biblique.
Selon deux de ces computs les plus célèbres, le Sefer Hamitzvot et le Sefer HaHinoukh, la parashat Vayigash ne comporte aucun commandement.

## Haftara
La haftara est une portion des livres des Neviim ("Les Prophètes") qui est lue publiquement à la synagogue après la lecture de la Torah. Elle présente généralement un lien thématique avec la parasha qui l'a précédée.
La haftara pour la parashat Vayigash est Ezéchiel 37:15–28. Elle raconte, comme la parasha, la réconciliation entre les enfants de Jacob, et toutes deux développent en particulier les relations entre Juda et Joseph, en tant qu'individus dans la parasha, en tant que représentants du royaume de Juda et du royaume d'Israël dans la haftara.